# Real Academia de Medicina y Cirugía de Andalucía Oriental
La Real Academia de Medicina y Cirugía de Andalucía Oriental o simplemente Real Academia de Medicina de Andalucía Oriental (RAMAO) es una academia regional de Medicina correspondiente a las provincias de Almería, Granada, Jaén y Málaga, y de la ciudad autónoma de Melilla. Su sede actual está en la Facultad de Medicina de Granada. Esta Academia pertenece al Instituto de Academias de Andalucía (INSACAM), al Instituto de España (IdeE) y, como organismo regional, a las Reales Academias de Medicina de España. También es conocida con el nombre de Real Academia de Medicina y Cirugía de Granada (Distrito Oriental).

## Historia
Fue reconocida institucionalmente en 1757 por Fernando VI aunque anteriormente ya funcionaba como una tertulia médico-literaria que se desarrollaba en un céntrico local de farmacia hoy inexistente, próximo a la Facultad de Derecho de Granada. La actual Real Academia de Medicina tiene su origen en una Real Cédula dictada por Fernando VII en 1830. 

## Actividades y miembros
Anualmente realiza diversas actividades: conferencias, convocatoria de premios a trabajos relevantes en el área de la salud regional, etc. También edita desde 1911 la revista Actualidad Médica, publicación conjunta de la RAMAO, editada junto a la Facultad de Medicina de Granada y su Asociación de Antiguos Alumnos.
Desde 1831, sus sillones han sido ocupados sobre todo por profesores de la Facultad de Medicina de Granada. En los últimos años, la RAMAO se ha abierto a distintos profesionales médicos y de otras ciencias sanitarias no solo de Granada sino de toda Andalucía Oriental y Melilla.

### Presidentes
- María del Carmen Maroto Vela (2005-2012), primera mujer en presidir una Academia de Medicina en España.[3]

- Antonio Campos Muñoz (desde 2013).